# Cœur de pirate
Cœur de pirate, właśc. Béatrice Martin (ur. 22 września 1989) – kanadyjska piosenkarka.

## Kariera
Zaczęła grać na pianinie, gdy miała zaledwie trzy lata, później, w wieku lat 15, grała jako klawiszowiec w post-hardcore’owym zespole December Strikes First w którym grała ze swoim najlepszym przyjacielem, Francis (Franciszkiem). Po krótkim epizodzie jako klawiszowiec do Bonjour brumaire’a, w 2008 ukazał się jej debiutancki album Coeur de pirate, który w 2009 został nominowany do nagrody Juno w kategorii Frankofoński Album Roku (ang. Francophone Album of the Year). W tej samej kategorii otrzymała nominację w 2012 roku za album Blonde. W 2015 został wydany album Roses singlami zostały piosenki Carry On | Oublie Moi, Crier Tout Bas. Ceour de Pirate zapowiedziała trasę koncertową po Ameryce i Francji.

## Dyskografia
- 2008 – Cœur de pirate (Dare to Care Records/Grosse Boîte)
- 2011 – Blonde (Dare to Care Records/Grosse Boîte)
- 2014 – Trauma (Dare to Care Records/Grosse Boite)
- 2015 – Roses (Dare to Care Records/Grosse Boite)
- 2018 – En cas de tempête, ce jardin sera fermé  (Dare to Care Records)
- 2021 – Impossible à aimer  (Bravo musique)